# Lotte Hammer
Pour les articles homonymes, voir Hammer.
Œuvres principales
- Série Inspecteur Konrad Simonsen

Lotte Hammer, née en 1955 à Frederiksværk au Danemark, est une écrivaine danoise.
Elle est surtout connue pour la série policière Inspecteur Konrad Simonsen, coécrite avec son frère Søren Hammer (da) (1952, Frederiksværk).

## Biographie
Après ses études d'infirmière, complétées en 1977, Lotte Hammer commence à exercer cette profession. Elle travaille en Grèce, en Allemagne, puis sur les plates-formes pétrolières de la mer du Nord et sur une base américaine située au Groenland.
De 1995 à 2010, elle dirige les services sociaux Halnaes au Danemark. De 2006 à 2010, elle s’engage dans la vie politique locale.
Elle se consacre à l'écriture depuis 2010 avec son frère Søren Hammer. Ce dernier possède un diplôme d’enseignement et a travaillé comme programmeur et maître de conférences à l’University College of Engineering de Copenhague. 
En 2010, ils remportent un grand succès avec Morte la bête, leur premier roman policier, qui amorce la série des enquêtes de l'inspecteur Konrad Simonsen.

## Œuvre

### Romans

#### SérieInspecteur Konrad Simonsen
1. Morte la bête[4], Actes Sud, coll. « Actes noirs », 2011 ((da) Svinehunde, 2010), trad. Andreas Saint-Bonnet, 397 p.  (ISBN 978-2-7427-9662-5)Réédition Actes Sud, coll. « Babel noir » no 60, 2012, 528 p. (ISBN 978-2-330-00643-3)
2. Le Prix à payer, Actes Sud, coll. « Actes noirs », 2012 ((da) Alting har sin pris, 2010), trad. Michèle Lamothe Nielsen, 458 p.  (ISBN 978-2-330-00521-4)Réédition Actes Sud, coll. « Babel noir » no 98, 2013, 592 p. (ISBN 978-2-330-01881-8)
3. Le Cercle des cœurs solitaires, Actes Sud, coll. « Actes noirs », 2013 ((da) Ensomme hjerters klub, 2011), trad. Michèle Lamothe Nielsen, 428 p.  (ISBN 978-2-330-02506-9)Réédition Actes Sud, coll. « Babel noir » no 135, 2015, 538 p. (ISBN 978-2-330-05113-6)
4. La Fille dans le marais de Satan, Actes Sud, coll. « Actes noirs », 2018 ((da) Pigen i Satans mose, 2012), trad. Frédéric Fourreau, 448 p.  (ISBN 978-2-330-10333-0)Réédition Actes Sud, coll. « Babel noir » no 250, 2021, 576 p. (ISBN 978-2-330-14675-7)
5. Le Polonais fou, Actes Sud, coll. « Actes noirs », 2022 ((da) Den sindssyge polak, 2014), trad. Frédéric Fourreau, 448 p.  (ISBN 978-2-330-15992-4)Réédition Actes Sud, coll. « Babel noir » no 303, 2024, 560 p. (ISBN 978-2-330-18515-2)
6. Heidi chérie, Actes Sud, coll. « Actes noirs », 2024 ((da) Elskede Heidi, 2015), trad. Frédéric Fourreau, 480 p.  (ISBN 978-2-330-19111-5)
7. (da) Mørkemanden, 2017
8. (da) To små piger, 2017